# Shōbara
Shōbara (庄原市, Shōbara-shi) est une ville située dans la préfecture de Hiroshima, au Japon.

## Géographie

### Situation
Shōbara est située dans le nord-est de la préfecture de Hiroshima.

### Démographie
En octobre 2022, la population de la ville de Shōbara était de 32 757 habitants répartis sur une superficie de 1 246,49 km2.

### Topographie
Le mont Hiba se trouve sur le territoire de Shōbara.

### Climat
Shōbara a un climat subtropical humide caractérisé par des hivers frais à doux et des étés chauds et humides. La température annuelle moyenne à Shōbara est de 12,7 °C. La pluviométrie annuelle moyenne est de 1 488,8 mm, juillet étant le mois le plus humide.

## Histoire
Shōbara a acquis le statut de ville en 1954.

## Transports
La ville est desservie par les lignes Kisuki et Geibi de la JR West.

## Jumelage
Shōbara est jumelée avec Mianyang en Chine.

## Personnalités liées à la municipalité
- Kōji Seo (né en 1975), mangaka,
- Rie Kaneto (née en 1988), nageuse.